# Le Riz
Ne pas confondre avec le film cambodgien Les Gens de la rizière
Pour plus de détails, voir Fiche technique et Distribution.
Le Riz (米, Kome) aussi connu sous le titre de Gens de rizière, est un film japonais réalisé par Tadashi Imai et sorti en 1957.

## Synopsis
Japon, au bord du Lac Kasumigaura. Tsuguo qui a perdu son travail est revenu au village aider à la plantation du riz dans le champ qui appartient à son frère. Comme il est de tradition dans les familles pauvres, seul l'ainé devient propriétaire des terres familiales, ce qui est source de tensions entre les deux frères. Tsuguo se joint à une bande de jeunes cadets désœuvrés à la tête de laquelle officie Senkichi. La nuit tombée, pour se distraire, la bande à l'habitude de traverser en bateau le lac pour aller espionner les filles sur la rive d'en face. C'est à cette occasion que Tsuguo aperçoit Chiyo dont il tombe secrètement amoureux.
Chiyo a dix-huit ans, elle vit avec un père handicapé qui ne peut plus travailler et sa mère Yone. Mère et fille mènent une lutte de tous les jours pour assurer la subsistance de la famille mais la pêche à la ligne et la culture du riz sur un lopin de terre qu'ils louent ne suffissent pas à leur permettre de joindre les deux bouts. Aussi quand Yone découvre un filet de pêche dérivant sur le lac, elle s'en empare malgré la règlementation stricte des pratiques de pêche qui lui en interdit l'utilisation. Une nuit, elle est surprise à pêcher au filet par une patrouille, désespérée elle mord le policier qui lui confisque son précieux filet.
Senkichi et Tsuguo s'associent et s'engagent auprès d'un propriétaire de bateaux de pêche. Ce dernier leur met à disposition un bateau et leur reverse un petit pourcentage sur la vente du fruit de leur pêche. Ils travaillent dur et Senkichi n'hésite pas à enfreindre certaines réglementations pour augmenter le volume de leurs prises. Une nuit, alors qu'ils sont surpris par une brusque montée du vent, leur bateau chavire et Senkichi se noie. Entendant des appels à l'aide, c'est Chiyo qui vient à la rescousse de Tsuguo. Il reste alité plusieurs jours chez la jeune fille qui n'ose pas lui annoncer la mort de son ami.
Chiyo et Tsuguo se plaisent et une fois remis, le jeune homme n'hésite pas à lui confier l'argent qu'il a gagné à pêcher pour aider sa mère qui risque la prison pour avoir utilisé illégalement un filet et mordu un policier. Mais Yone n'ose pas franchir le seuil du commissariat de Tsuchiura où elle est convoquée et refuse d'utiliser l'argent de Tsuguo qu'elle ne pourra pas rembourser. Désespérée et épuisée, harcelée par leur propriétaire qui souhaite récupérer les terres qu'ils cultivent pour son second fils, Yone se suicide par noyade dans le lac.

## Fiche technique
- Titre français : Le Riz[1],[2]
- Titre français alternatif : Gens de rizière[3]
- Titre original : 米 (Kome?)
- Réalisation : Tadashi Imai
- Assistant réalisateur : Ryūichi Takamori (ja)
- Scénario : Yasutarō Yagi (ja)
- Photographie : Shun'ichirō Nakao (ja)
- Montage : Yoshiki Nagasama
- Musique : Yasushi Akutagawa
- Décors : Seigo Shindō
- Son : Kōichi Iwata
- Éclairages : Hideo Motomochi
- Producteurs : Nobusaburō Honda, Mitsuo Makino et Seiichi Yoshino
- Sociétés de production : Tōei
- Pays de production :  Japon
- Langue originale : japonais
- Format : couleurs — 1,37:1 — 35 mm — son mono
- Genre : drame
- Durée : 118 minutes (métrage : quatorze bobines - 3 233 m[4])
- Date de sortie :
  - Japon : 4 mars 1957[4]

## Distribution
- Shinjirō Ebara : Tsuguo Tamura
- Masako Nakamura : Chiyo Yasuda
- Yūko Mochizuki : Yone Yasuda, la mère de Chiyo
- Isao Kimura : Senkichi, le chef des garçons du village
- Kōji Nanbara : Eikichi Tamura, le frère ainé de Tsuguo
- Toshiko Okada : Sadako, la sœur de Senkichi
- Hitomi Nakahara : Yoshino Tamura, la sœur de Tsuguo
- Isao Yamagata : Matsunosuke Ota
- Yoshi Katō : Takezo Yasuda, le père de Chiyo
- Sen Hara : Ume Tamura, la mère de Tsuguo
- Mayumi Fujisato : Tomeko Tamura, la femme d'Eikichi
- Kyōji Sugi : propriétaire des bateaux de pêche
- Kōji Kiyomura : Goro, le vendeur de bonbons glacés

## Distinctions

### Récompenses
- 1958 : prix Blue Ribbon du meilleur film, du meilleur réalisateur pour Tadashi Imai (conjointement pour Un amour pur) et de la meilleure actrice pour Yūko Mochizuki[5]
- 1958 : prix Kinema Junpō du meilleur film et du meilleur réalisateur pour Tadashi Imai[6]
- 1958 : prix Mainichi du meilleur film et du meilleur réalisateur pour Tadashi Imai et prix Mainichi du meilleur enregistrement sonore pour Kōichi Iwata[7]

### Sélection
- 1957 : Le Riz a été présenté en compétition au festival de Cannes (sous le titre Le Riz)[1]